# Body Heat
Body Heat (bra: Corpos Ardentes; prt: Noites Escaldantes) é um filme estadunidense de 1981, do gênero suspense policial, escrito e dirigido por Lawrence Kasdan (estreando como diretor), com roteiro inspirado em Double Indemnity, filme de 1944 de Billy Wilder e Out of the Past, filme de 1947 de Jacques Tourneur.
O filme lançou a carreira de Kathleen Turner e a revista Empire o citou em 1995, quando nomeou a atriz uma das 100 estrelas mais sexy da história do cinema. O New York Times escreveu em 2005 que, impelido por sua "estreia no filme de cair o queixo [em] Body Heat ... ela construiu uma carreira em ousadia e sexualidade franca nascido de físico robusto".
O filme também foi a estréia na direção de Kasdan, que escreveu os roteiros de Os Caçadores da Arca Perdida e O Império Contra-Ataca. George Lucas foi um dos produtores mas recusou crédito na tela, pois acreditava que o conteúdo picante da trama iria reflectir seriamente sobre sua reputação familiar.

## Sinopse
Durante uma onda de calor na Flórida, Ned Racine, um advogado conhecido pela negligência, fica obcecado por loura misteriosa e solitária que conhece em local próximo à praia, à noite. Ela lhe diz que é casada e foge dele. Racine não desiste, e, após procurá-la numa localidade próxima, acaba por encontrá-la em um bar. Os dois se tornam amantes. A mulher, que se chama Matty, fala que o marido, Edmund, é muito rico e desonesto, e que fez um testamento no qual deixaria a metade dos bens para ela. O casal de amantes resolve então armar um plano para assassinar Edmund. Mas Racine não sabe que Matty tem seus próprios planos.

## Elenco principal
- William Hurt .... Ned Racine
- Kathleen Turner .... Matty Walker
- Richard Crenna .... Edmund Walker
- Ted Danson .... Peter Lowenstein
- J.A. Preston .... Oscar Grace
- Mickey Rourke .... Teddy Lewis

## Produção
Kasdan "queria que esse filme tivesse a estrutura complexa de um sonho, a densidade de um bom romance e a textura de pessoas conhecidas em circunstâncias extraordinárias" .
Uma parte substancial do filme foi filmado no centro-leste do Condado de Palm Beach, Flórida, incluindo a cidade de Lake Worth e no enclave litorâneo de Manalapan. Cenas adicionais foram filmadas em Hollywood Beach, como a cena em uma concha acústica.

## Legado
Na série de televisão Malcolm in the Middle no episódio Traffic Jam, o filme é citado.